# Andrėj Sannikaŭ
Andrėj Alehavič Sannikaŭ (in bielorusso Андрэй Алегавіч Саннікаў?; in russo Андрей Олегович Санников?, Andrej Olegovič Sannikov; Minsk, 8 marzo 1954) è un attivista, diplomatico e politico bielorusso, che all'inizio degli anni '90 ha guidato la delegazione bielorussa per i negoziati sull'armamento delle armi nucleari e convenzionali, servendo anche come diplomatico bielorusso in Svizzera. Dal 1995 al 1996 è stato viceministro degli esteri della Bielorussia, rassegnando poi le dimissioni come forma di protesta politica. Ha co-fondato la Carta 97 dell'azione civile, è stato insignito del Premio Bruno Kreisky nel 2005.
Sannikaŭ era un candidato alle elezioni presidenziali del 2010 in Bielorussia e aveva la seconda percentuale più alta di voti popolari dopo il presidente in carica Aljaksandr Lukašėnka. È stato incarcerato in una struttura del KGB di Minsk per aver protestato pacificamente in una manifestazione dopo le elezioni, picchiato dalla polizia, torturato e tenuto in isolamento per due mesi. Amnesty International lo ha etichettato come un prigioniero di coscienza. Secondo sua moglie, la nota giornalista Iryna Chalip, nel settembre 2011 Sannikaŭ era in grave pericolo di vita mentre era incarcerato. Dopo 16 mesi di prigione, nell'aprile 2012 Sannikaŭ è stato rilasciato e graziato da Lukašėnka. Dal 2012 vive tra Londra, dove ha ricevuto asilo politico, e Varsavia.

## Biografia
Andrėj Sannikaŭ è nato nel 1954 nella città di Minsk. Il padre era un ricercatore d'arte bielorusso mentre la madre era un'insegnante di lingua russa. Il nonno, Konstantin Sannikaŭ, era un famoso attore e regista della SSR bielorussa, uno dei fondatori del Teatro Nazionale Janka Kupala e insegnante presso il Belarusian Theatre and Art Institute di Mosca. Sannikaŭ ha frequentato la scuola n. 42 e nel 1977 si è laureato presso l'Università linguistica statale di Minsk. Parla correntemente, oltre alla sua lingua nativa, russo, inglese e francese.
Dopo la laurea, Sannikaŭ ha lavorato inizialmente in Pakistan e in Egitto per una compagnia petrolifera sovietica alla costruzione di un impianto di alluminio. Quindi è entrato nell'Unione delle Società per l'amicizia sovietica e i rapporti culturali con l'estero e nel 1982 ha cominciato a fare il traduttore presso il Segretariato delle Nazioni Unite a New York City. È rimasto a New York per cinque anni.

### Attività diplomatica
Poco prima del crollo dell'Unione Sovietica nel 1991, Sannikaŭ si è laureato all'Accademia diplomatica del Ministero degli affari esteri della Federazione Russa a Mosca. Subito dopo ha lavorato al ministero degli Esteri della Repubblica socialista sovietica bielorussa. In un dibattito ha affermato che "il ministero degli Esteri non dovrebbe essere al servizio di un partito, ma della nazione bielorussa".
Nel 1992, Sannikaŭ ha guidato la delegazione bielorussa per i negoziati sull'armamento delle armi nucleari e convenzionali (le Repubbliche sovietiche hanno concordato di disarmare tutte le armi nucleari nel 1991). Aveva l'autorità di firma in materia per conto della Bielorussia, autorità che ha mantenuto fino al 1995. Durante questo periodo è stato anche consigliere della missione diplomatica bielorussa in Svizzera.

### Vice Ministro degli Affari Esteri
Dal 1995 al 1996 è stato Vice Ministro degli Esteri della Bielorussia, ottenendo il rango di ambasciatore straordinario e plenipotenziario.
Come viceministro nell'inverno del 1995, è coautore di un documento in difesa del programma Nunn-Lugar e in cui si ammonisce il Congresso degli Stati Uniti a non ridurre i suoi finanziamenti. Il progetto Nunn-Lugar era nato proprio nel Senato degli Stati Uniti nel 1991 dopo che le ex repubbliche sovietiche avevano deciso di sbarazzarsi delle loro armi nucleari. In base al programma, il Dipartimento della difesa degli Stati Uniti aveva fornito alla Bielorussia assistenza tecnica e finanziaria per ridurre e disarmare le armi nucleari.
Nel novembre 1996, alla vigilia di un controverso referendum, Sannikaŭ si è dimesso dal suo incarico ministeriale per protestare contro le politiche volute da Lukašėnka. Il referendum ha fortemente limitato gli standard democratici e la separazione dei poteri in Bielorussia e ha modificato anche la costituzione bielorussa per estendere il mandato presidenziale di Lukašėnka. Secondo il presidente del parlamento bielorusso, dal 20 al 50 percento dei voti contati è stato falsificato.

### Nasce Carta 97
Nel novembre 1997, Sannikaŭ è stato uno dei co-fondatori dell'iniziativa civile Charter 97, diventandone il coordinatore internazionale. Carta 97 è un gruppo in difesa dei diritti umani modellato sulla Carta 77 nell'allora Cecoslovacchia. Il gruppo ospita una delle pagine web di notizie bielorusse più popolari, diventando nel paese una rara voce di opposizione a Lukašėnka.
Nel 1998, Sannikaŭ e Henadz' Karpienka hanno creato il Consiglio di coordinamento delle forze democratiche della Bielorussia, impegnato attivamente sui diritti umani. All'iniziativa hanno partecipato anche Viktar Ivaškevič e Michail Marynič. 
Nel corso degli anni Sannikaŭ ha contribuito a organizzare una serie di manifestazioni non violente di protesta in Bielorussia, comprese le proteste contro le elezioni del 2001, 2004, 2006 e 2008: elezioni che sono state pesantemente criticate dall'Organizzazione per la sicurezza e la cooperazione in Europa e dall'UE per mancanza di trasparenza, intimidazione nei confronti degli elettori, repressione dei gruppi di opposizione e sospetta falsificazione dei risultati. Quando le proteste di massa dopo le elezioni presidenziali del 2006 furono violentemente represse dalla polizia antisommossa, Sannikaŭ dichiarò di essere stato picchiato e imprigionato, e i suoi computer, dischi e memory stick furono sequestrati.
Il 4 aprile 2005, il Premio internazionale Bruno Kreisky è stato assegnato a Sannikaŭ in una cerimonia di premiazione nella Sala di Stato della Biblioteca Nazionale di Vienna. Il Premio Bruno celebra i risultati raggiunti nella difesa dei diritti umani.
Nel gennaio 2007, Sannikaŭ ha espresso disapprovazione per il contratto di fornitura di gas naturale firmato da Lukašėnka con la Russia. Mosca ha spesso utilizzato Gazprom, la compagnia di gas statale, per fare pressione su paesi come l'Ucraina e la Georgia. Sannikaŭ temeva che, poiché i rapporti fino ad allora cordiali di Lukašėnka con il Cremlino si erano inaspriti dopo la sostituzione di Boris El'cin con Vladimir Putin, il nuovo contratto di fornitura di gas avrebbe potuto essere utilizzato dalla Russia per manipolare l'economia bielorussa.
Nell'aprile 2008, ha affermato che in quel periodo Lukašėnka era "intenzionalmente deciso a rompere le relazioni con gli Stati Uniti, dopodiché potrebbe seguire la rottura delle relazioni con l'Europa mentre si prepara alla resa della Bielorussia alla Russia. Cose che accadono". All'epoca, le autorità bielorusse stavano cercando di ridurre il personale della missione bielorussa a Washington DC.
Sempre nel 2008 Andrėj Sannikaŭ, insieme a Viktar Ivashkevich, Mikhail Marynich e altri politici, ha avviato la campagna civile della "Bielorussia europea". La campagna sostiene l'adesione della Bielorussia all'Unione europea e mira a raggiungere gli standard che consentirebbero l'inclusione.

### Campagna presidenziale del 2010
Nel marzo 2010 Andrėj Sannikaŭ ha dichiarato al canale televisivo Belsat la sua intenzione di partecipare come candidato alle elezioni presidenziali bielorusse del 2010. Era considerato uno dei principali candidati dell'opposizione insieme a Uladzimir Njakljaeŭ e Jaraslaŭ Ramančuk.

#### La morte dell'addetto stampa
Nella prima settimana di settembre 2010, nel tardo pomeriggio di venerdì, l'amico intimo di Sannikaŭ e addetto stampa della campagna, Aleh Bjabenin, è stato trovato impiccato nella sua residenza estiva alla periferia di Minsk. Bjabenin, membro chiave della campagna di Sannikaŭ e giornalista di spicco, era stato direttore e co-fondatore di Charter97, ormai uno dei pochi organi di informazione sui candidati "dell'opposizione" durante le elezioni. L'inchiesta ufficiale ha affermato che la morte sembrava essere un suicidio. Sannikaŭ ha espresso dubi su quel "suicidio", dicendo che Bjabenin era in buona salute mentale e che non è stata trovata alcuna nota in merito al suicidio. Una morte sospetta fatta propria anche da Index on Censorship. Sannikaŭ ha anche dichiarato di non avere fiducia nelle indagini ufficiali: "È impossibile in questa situazione di dittatura. Sono passati undici anni da quando sono iniziate le prime sparizioni in Bielorussia e nulla è stato indagato".
Il 18 novembre 2010 Sannikaŭ è stato ufficialmente registrato come candidato. Il 29 novembre 2010 ha organizzato un incontro presso l'Università linguistica statale di Minsk, a cui hanno partecipato circa 500 persone. Ci sono stati tentativi di ostacolare l'incontro; i volantini sono stati strappati, all'amministrazione è stato vietato di apporre messaggi in bacheca il giorno della riunione, i professori hanno dichiarato di essere stati avvertiti "è meglio non partecipare" dal personale universitario. Hanno partecipato anche studenti di altre università e cittadini. Durante l'incontro, ha invitato gli studenti a recarsi in Piazza Ottobre a Minsk alle 20:00 dopo le elezioni del 19 dicembre.

#### I reclami inascoltati
Il 15 dicembre 2010, Sannikaŭ ha presentato due richieste di reclamo legale alla Commissione elettorale centrale della Bielorussia, chiedendo di ritirare la registrazione di Aljaksandr Lukašėnka e di rimuovere anche Lidzija Jarmošyna, presidente della Commissione elettorale centrale, dall'incarico. In entrambi i casi, ha affermato che le loro posizioni erano illegali. Jarmošyna era membro della squadra politica di Lukašėnka, compromettendo la sua neutralità, ed era sotto il controllo internazionale per possibili brogli nelle precedenti elezioni. Ha anche ricordato che Lukašėnka ha ignorato le sue stesse linee guida sul tempo concesso ai candidati alla presidenza di parlare in televisione (2 volte per 30 minuti ciascuna). Lukašėnka ha anche tenuto riunioni propagandistiche in luoghi non inclusi nell'elenco del Comitato esecutivo della città di Minsk dove si potevano tenere riunioni; inoltre Lukašėnka ha tenuto un grande evento al Palazzo della Repubblica e l'ha finanziato con il bilancio dello Stato contro ogni regola. Le lamentele di Sannikaŭ sono risultate inutili.
Le elezioni presidenziali si sono svolte il 19 dicembre 2010 e Aljaksandr Lukašėnka è stato proclamato vincitore con il 75,65% dei voti popolari. A Sannikaŭ il 2,43% del totale, a Jaraslaŭ Ramančuk, un altro concorrente, l'1,98%.

#### Proteste soppresse e pestaggi
Dopo l'annuncio dei risultati elettorali, i leader dell'opposizione hanno organizzato una manifestazione la sera stessa del 19 dicembre nel centro di Minsk. Tuttavia, la manifestazione è stata soppressa dalla polizia. Sannikaŭ e sua moglie Iryna Chalip sono stati, insieme ad altri, attaccati dalla polizia durante la manifestazione e, secondo le dichiarazioni dei testimoni oculari raccolte dalla Carta 97, Sannikaŭ è stato scelto tra la folla per un pestaggio. "Andrėj è stato picchiato dai manganelli mentre giaceva a terra. È stato picchiato sulla testa e su tutto il corpo. Andrėj cercava di proteggersi con le braccia. A nessuno è stato permesso di avvicinarsi a lui in modo da difenderlo".
Più tardi, sulla strada per l'ospedale dove curare le gambe rotte di Sannikaŭ, la loro auto è stata intercettata mentre Chalip stava concedendo un'intervista telefonica alla stazione radio di Mosca Echo Moskvy (Eco di Mosca). Chalip ha urlato in diretta che stavano per essere portati via con la forza dalla loro auto, arrestati e ulteriormente picchiati.
Sia Chalip che Sannikaŭ sono stati reclusi in una struttura del KGB a Minsk. Secondo un testimone oculare, Sannikaŭ è stato costretto a stare in piedi per un'ora nonostante le ferite alle gambe. Sannikaŭ fu successivamente accusato di aver innescato disordini di massa che avrebbero comportato da 8 a 15 anni di carcere.
L'amministrazione Obama sostenne che gli Stati Uniti non consideravano legittime le elezioni e chiedevano il rilascio dei prigionieri; al contrario, il presidente russo Dmitrij Medvedev descrisse la situazione in Bielorussia come un "affare interno". Il 24 dicembre, il KGB ha fatto irruzione e perquisito l'appartamento di Sannikaŭ, dove si trovava la famiglia.
Il 25 dicembre, il Centro per i diritti umani Viasna di Minsk ha rivelato che le autorità bielorusse avevano tentato di sequestrare il figlio di tre anni di Sannikaŭ. Il ragazzo era accudito dai nonni, ma quando hanno cercato di portare cibo e coperte a Sannikaŭ nel centro di detenzione, i servizi sociali sono arrivati all'asilo del ragazzo. Un avvocato di famiglia è stato allertato da amici ed è intervenuto nella difesa del ragazzo.